# ماري آندر
ماري آندر (بالإستونية: Marie Under)‏ (27 مارس 1883، تالين في إستونيا - 25 سبتمبر 1980، ستوكهولم في السويد)؛ كاتِبة، مترجمة وشاعرة إستونية-سويدية-روسية.

## روابط خارجية
- ماري آندر على موقع مونزينجر (الألمانية)
- ماري آندر على موقع ميوزك برينز (الإنجليزية)
- ماري آندر على موقع ديسكوغز (الإنجليزية)